# Pommier-de-Beaurepaire
Pommier-de-Beaurepaire este o comună în departamentul Isère din sud-estul Franței. În 2009 avea o populație de 2.083 de locuitori.

## Evoluția populației
| An        | 1975  | 1982  | 1990  | 1999  | 2006  | 2009  |
| --------- | ----- | ----- | ----- | ----- | ----- | ----- |
| Populație | 1.663 | 2.056 | 2.139 | 2.081 | 2.088 | 2.083 |